# House Cleaning Blues
House Cleaning Blues es un corto de animación estadounidense de 1937, de la serie de Betty Boop. Fue producido por los estudios Fleischer y distribuido por Paramount Pictures. En él aparecen Betty Boop y Grampy.

## Argumento
Tras una fiesta de cumpleaños, Betty se despierta a la mañana siguiente y se ve incapaz de poner en orden y limpiar su hogar. Afortunadamente, Grampy acude allí para llevar a Betty de paseo y le echa una mano en la tarea.

## Producción
House Cleaning Blues es la sexagésima entrega de la serie de Betty Boop y fue estrenada el 15 de enero de 1937.